# CD Baby
CD Baby — онлайн-дистрибьютор независимой музыки. Главный операционный директор материнской компании Трейси Мэддукс описал компанию как «анти-лейбл». Музыкальный магазин CD Baby был закрыт в марте 2020 года с заявлением, что «CD Baby закрыла наш музыкальный магазин в марте 2020 года, чтобы полностью сосредоточить наше внимание на инструментах и услугах, которые имеют наибольшее значение для музыкантов сегодня и завтра», т.е. дистрибуции музыки.
В 2019 году CD Baby был единственным цифровым агрегатором со статусом наивысшего предпочтительного партнера как для Spotify, так и для Apple Music и на нем размещалось более 650 000 исполнителей и девять миллионов песен, которые были доступны более чем 100 цифровым сервисам. и платформы по всему миру по состоянию на май 2019 г.
По состоянию на 2018 год, фирма работала в Портленде, штат Орегон, с офисами в Нью-Йорке и Лондоне.

## История
CD Baby было основано в 1998 году в Вудстоке, штат Нью-Йорк, Дереком Сиверсом. Сиверс был музыкантом, который создал сайт для продажи своей музыки. В качестве хобби он также начал продавать компакт-диски местных групп и друзей-музыкантов. Первоначально Сиверс слушал каждый проданный им компакт-диск (позже компания наняла специально для этого людей, но сегодня CD Baby больше не слушает каждую заявку). Сиверс в конце концов нанял Джона Стюпа в качестве своего вице-президента и первого сотрудника.
Сиверс стал партнером Oasis Disc Manufacturing для распространения полного списка артистов Oasis.
В 2001 году компания переехала в Портленд, штат Орегон, где и по сей день остается штаб-квартира. В 2004 году CD Baby начала предлагать музыку в цифровом формате и стала одним из первых партнеров iTunes.
В августе 2008 года Disc Makers, производитель CD и DVD, объявил, что они купили CD Baby (и Host Baby) за 22 млн. долларов США после 7-летнего партнерства между двумя компаниями.
В 2012 году CD Baby добавила монетизацию YouTube к своим сервисам, которые поставляются вместе с распространением музыки.
В 2013 году CD Baby Pro Publishing был запущен как надстройка, которая помогает независимым авторам песен управлять своими авторскими правами и собирать роялти за публикацию. Услуга доступна авторам песен более чем в 70 странах.
В марте 2019 года производители дисков продали CD Baby (как часть AVL Digital Group) Downtown'у за 200 млн. долларов США. Подразделения физических продуктов AVL, Disc Makers, BookBaby и Merchly, были приобретены в рамках отдельной сделки исполнительной командой Disc Makers в рамках недавно сформированной DIY Media Group.
31 марта 2020 года CD Baby прекратила розничные продажи музыки в любом формате, но продолжила управлять оптовым распространением музыки для своих клиентов-музыкантов.
В 2024 году сообщается, что Universal Music Group (UMG) через свое подразделение Virgin Music Group приобретает Downtown Music Holdings за 775 миллионов долларов. Сделка включает принадлежащие Downtown компании CD Baby, Songtrust, FUGA, Downtown Artist & Label Services, Curve Royalties и Downtown Music Publishing. Приобретение происходит в сложное время для независимых музыкальных сервисов, когда стриминговые платформы меняют структуру выплат. Ассоциация независимой музыки Великобритании (AIM) выразила обеспокоенность этой сделкой, назвав её частью "тенденции к чрезмерной консолидации и сокращению независимых путей выхода на рынок".

## Услуги
Для своих клиентов CD Baby предлагало распространение цифровой музыки, глобальное управление правами на публикацию, монетизацию использования музыки на социальных платформах видео, синхронизацию прав, музыкальный маркетинг, онлайн-рекламу, лицензирование кавер-версий, а также физическое распространение и выполнение заказов на компакт-диски и виниловые пластинки. Включив свою службу онлайн-распространения, исполнители могли разрешить CD Baby действовать от их имени и отправлять музыку для продажи в такие онлайн-магазины, как Spotify, Apple Music, Amazon Music, Pandora Radio и более 150 других сервисов потокового прослушивания.
Компания также проводила две ежегодные конференции для независимых музыкантов, желающих получить образование, нетворкинг и возможности для выступлений. Описанная как «единственная музыкальная конференция, специально ориентированная на потребности независимых артистов, отвечающих за свою карьеру», DIY Musician Conference проходила в Чикаго в 2015 и 2016 годах, в Нэшвилле в 2017 и 2018 годах и в Остине в 2019 и 2020 годах.
В 2018 году CD Baby выплатила более 100 млн. долларов США своим клиентам (на 25% больше, чем в 2017 году), в результате чего общие выплаты составили более 700 млн. долларов США. В дополнение к услугам, которые фирма предлагает под своим собственным именем, CD Baby владела и управляла HearNow, Show.co, Illustrated Sound Network и HostBaby. HostBaby закрыт в 2019 году.